# Edelma Rosso
Edelma Rosso es una actriz de cine, teatro y televisión argentina.

## Carrera
De extensa trayectoria, actuó en cine en filmes como La malavida con Hugo del Carril, Las dos culpas de Bettina junto a Karin Pistarini y Eduardo Rudy, Allá en el Norte encabezada por Lolita Torres, Las procesadas con Mercedes Carreras y Olga Zubarry, Un toque diferente, Yo también tengo fiaca!, Proceso a la infamia protagonizado por Rodolfo Bebán e Idelma Carlo y Donde duermen dos... duermen tres con Susana Giménez y Juan Carlos Calabro. Fue dirigida por grandes como Hugo Fregonese, Hugo Sofovich, Ignacio Tankel, Alejandro Doria, Enrique Carreras, Julio Saraceni y Enrique Cahen Salaberry.
En televisión tuvo vasta participación en ciclos como Grecia, Nosotros y los miedos, Las 24 horas, Coraje de querer, Alta Comedia, Lo mejor de nuestra vida... nuestros hijos, Carmiña, Rolando Rivas, taxista, Su comedia favorita, Jugar a morir y Pobre diabla con Soledad Silveyra y Arnaldo Andre, entre muchas otras labores.
Integrante de varios elencos dentro del Teatro Nacional Cervantes, se destacó en piezas como Una viuda difícil, Así es la vida, El campo, La pérgola de las flores, La verbena de la paloma, Pigmalion y Mil francos de recompensa.

## Filmografía
- 1979: Donde duermen dos... duermen tres.
- 1978: Yo también tengo fiaca!.
- 1977: Un toque diferente.
- 1975: Las procesadas.
- 1974: Proceso a la infamia.
- 1973: Las dos culpas de Bettina.
- 1973: Allá en el Norte.
- 1973: La malavida.

## Televisión
- 1987: Grecia.
- 1986: El lobo
- 1982: Nosotros y los miedos
- 1981: Las 24 horas
- 1981: Los especiales de ATC
- 1980: Coraje de querer.
- 1971/1975: Alta Comedia
- 1974: Vermouth de teatro argentino.
- 1973: Lo mejor de nuestra vida... nuestros hijos.
- 1973: Teatro de Pacheco.
- 1972: Carmiña.
- 1972: Un extraño en nuestras vidas.
- 1972/1973: Rolando Rivas, taxista.
- 1973: Pobre diabla
- 1970: Los parientes de la Galleguita.
- 1970: Su comedia favorita.
- 1970: El monstruo no ha muerto.
- 1969: Jugar a morir.

## Teatro
- Una viuda difícil.
- Así es la vida.
- El campo.
- La pérgola de las flores.
- La verbena de la paloma.
- Mil francos de recompensa.
- Pigmalion